# Martin Heinrich Klaproth

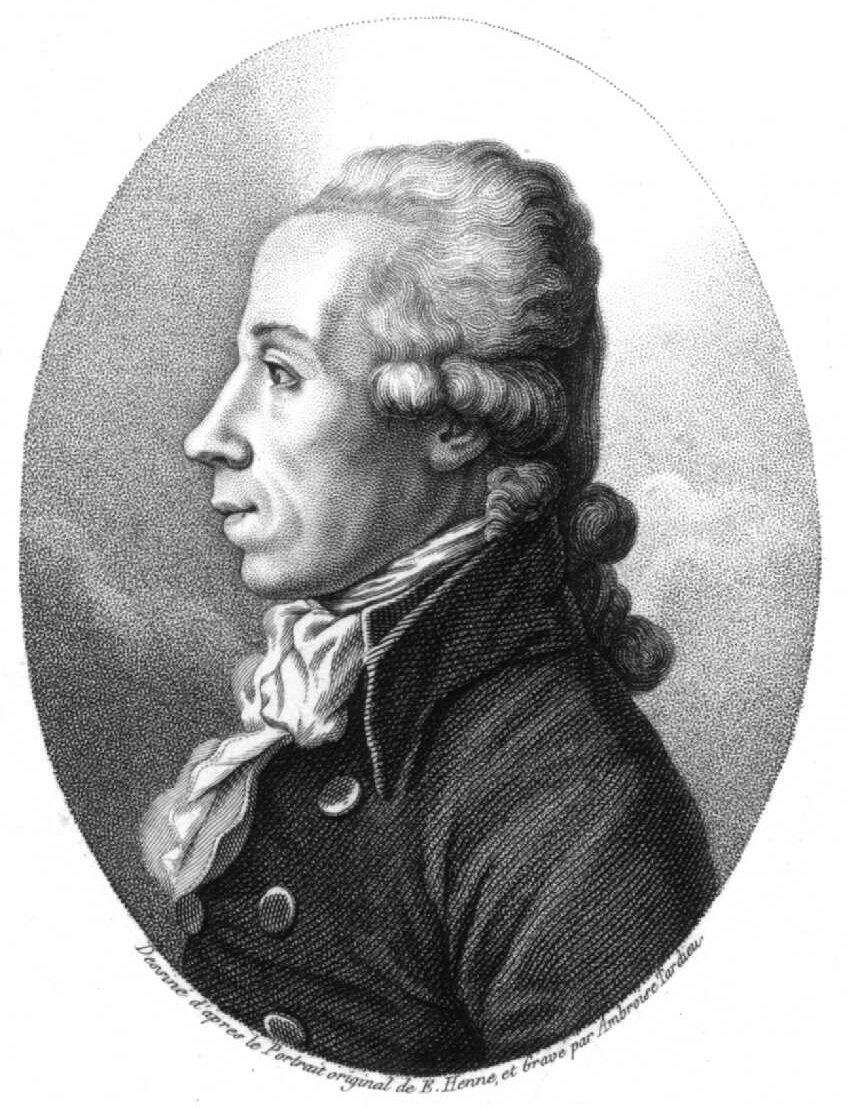
Martin Heinrich Klaproth

Martin Heinrich Klaproth (Wernigerode, 1 december 1743 - Berlijn, 1 januari 1817) was een Duits scheikundige.
Hij ontdekte in 1789 uranium en zirkonium. Hij was ook betrokken bij de ontdekking van titanium in 1795, strontium en telluur in 1798 en cerium in 1803.